# Trient (Szwajcaria)
Trient – miejscowość i gmina (commune) w południowej Szwajcarii, w kantonie Valais, w okręgu (district) Martigny. Leży nad rzeką Trient.

## Demografia
W Trient mieszkają 163 osoby. W 2021 roku 11% populacji gminy stanowiły osoby urodzone poza Szwajcarią. 

## Transport
Przez teren gminy przebiega droga główna nr 203. 